# Карфаген має бути зруйнований

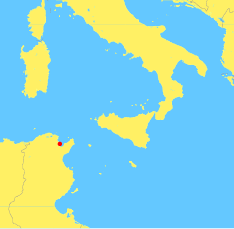
Розташування Карфагену в Північній Африці

«Карфаген має бути зруйнований» (лат. Carthago delenda est) або повніше «А поза тим вважаю, що Карфаген потрібно зруйнувати» (лат. Ceterum censeo Carthaginem esse delendam або також лат. Ceterum autem censeo, Carthaginem esse delendam) — латинські сентенції, що були популярними в Римській республіці[джерело?] в останні роки Пунічних воєн проти Карфагену. 
У сучасному (переносному) розумінні вислів означає наполегливу вимогу остаточно знищити ворога або якусь перешкоду. Автором вислову є римський державний діяч Катон Старший, який кожну свою промову завершував цією фразою, навіть якщо вона не стосувалися Карфагену.

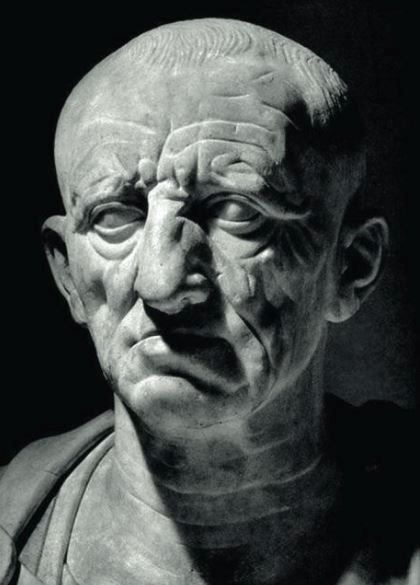
«Катон Старший»

## Історія
Хоча римляни перемогли під час перших двох пунічних воєн, у часі змагань із фінікійським містом-державою Карфагеном (сьогодні — Туніс) за домінування над Північною Африкою вони зазнали кількох важких прикрих поразок. Це спричинило бажання пошуку помсти і шляхів до повної перемоги, яке зафіксувалося у вислові: «Карфаген має бути зруйнований». Зрештою, місто було повністю зруйноване під час III Пунічної війни в 146 р. до н. е.. Територію, яку займав Карфаген, зорали, а його мешканців продали в рабство. Історики дебатують над тим, чи справді навколишні поля посипали сіллю, щоб там нічого не росло.

Хоча жодне з давніх джерел не подає цю сентенцію у відомому тепер формулюванні, її можна віднайти в кількох стародавніх текстах, у яких римський оратор і політик Катон Старший завжди завершував свої промови цією фразою, навіть якщо вони не стосувалися Карфагену. Головні стародавні джерела, в яких прослідковується еволюція цієї фрази: Плутарх — «Порівняльні біографії», Катон Старший, Пліній Старший — «Природнича історія», Флор, Аврелій Віктор — «Про славних людей».
Граматично сентенція завершується за допомогою герундія з формою esse, що в перекладі означає «бути».

## Сучасне використання
Сьогодні сентенцію застосовують для окреслення тотальної війни, її використав Елан Вілкінс (англ. Alan Wilkins) як назву вистави на тему III Пунічної війни.
Після початку російсько-української війни, зокрема і після ракетного удару Росії по Києву 10 жовтня 2022, фразу «Carthago delenda est» щодо агресора повторює українська письменниця Оксана Забужко.
5 березня 2022 року український гурт "My Skin Is Multicam" презентував пісню "Centuria" (відсилка на військову організацію Centuria тісно пов'язну з Азовом) де приспів "Cathago delenda est" використовується в якості алюзії на Москву.
15 березня 2024 року Президент Латвії Едгарс Рінкевичс в мережі X перефразував вислів: "Russia delenda est".
Інший аспект сучасного використання «censeo ceterum …» є подібним на повторювані наполягання Катона, які створюють посилання на сильну переконаність у правоті (наприклад, Катон Старший вважав, що має рацію щодо необхідності руйнації Карфагену). Прикладом подібного застосування сентенції є використання євроскептиком Деніелом Ганнаном фрази «Лісабонський договір повинен бути винесений на референдум» (лат. Pactio Olisipiensis Censenda Est) в кінці свого виступу в Європейському парламенті.